# بالنتين فوستار كارويا
فالنتين فوستار كارويا (بالإسبانية: Valentín Fuster Carulla) (كردونة، برشلونة، إسبانيا، 1943) طبيب قلب إسباني.
دكتور متخرج من جامعة برشلونة. تحول خلال سبعينيات القرن العشرين إلى الولايات المتحدة حيث عمل في جامعة هارفارد ودرس بكلية الطب فيها. كما عمل فوستار في أشهر المستشفيات الأمريكية كمستشفى ماونت سيناي ومايو كلينيك في مينيسوتا. تقلد منذ عام 1994 منصب مدير وحدة طب القلب بمستشفى ماونت سيناي الأكثر شهرة بمدينة نيويورك. تمت تسميته مؤخرا رئيسا للمكرز الوطني لبحوث طب القلب والشرايين بمدريد. تتطرق أعماله إلى مواضيع عديدة متعلقة بوظائف القلب وعمله وقام بنشر حوالي 400 مقالة حول أمراض الشرايين التاج وتصلب الشرايين والتجلط. كما اهتم فالنتين فوستار بالتثقيف الصحي والعلمي وساعد على نشره في إسبانيا. يترأس فوستار الجمعية العلمية لطب القلب منذ سنة 2006.